# Ilja Racek mladší
Ilja Racek (* 10. dubna 1950 Ostrava) je český politik, režisér a publicista, v letech 1998 až 2001 náměstek ministra kultury ČR, v letech 2002 až 2012 ředitel Televizního studia ČT v Ostravě, v letech 1994 až 2002 a opět 2014 až 2022 zastupitel města Ostravy, od roku 2022 zastupitel městského obvodu Moravská Ostrava a Přívoz, člen KDU-ČSL. Od března 2022 je také členem Rady České televize.

## Život
Vystudoval obor televizní publicistika na Fakultě sociálních věd Univerzity Karlovy v Praze (promoval v roce 1973), obor režie na DAMU (promoval v roce 1976) a obor divadelní věda na Filozofické fakultě Univerzity Palackého v Olomouci.
V letech 1975 až 1976 začínal jako pomocný režisér a asistent v ostravských studiích Československého rozhlasu a Československé televize. Od roku 1983 byl režisérem v Těšínském divadle, od roku 1986 pak v Divadle F. X. Šaldy v Liberci. Po roce 1991 řídil Státní divadlo Ostrava, resp. Národní divadlo moravskoslezské či Janáčkovu filharmonii Ostrava.
Od září 1998 do ledna 2001 byl náměstkem ministra kultury ČR Pavla Dostála. Následně rok vedl Odbor kultury a památkové péče Krajského úřadu Moravskoslezského kraje. Od roku 2002 byl deset let až do ledna 2013 ředitelem Televizního studia Ostrava, které je regionálním pracovištěm České televize. V letech 2013 až 2014 řídil Divadlo Josefa Kajetána Tyla v Plzni. V letech 2016 až 2021 byl ředitelem Slezského divadla v Opavě.
Během své kariéry byl často členem statutárních orgánů mnoha institucí: člen dozorčí rady společnosti Ostravské městské lesy a zeleň (1998 až 1999), člen správní rady obecně prospěšné společnosti Pražské jaro (1999 až 2003), člen správní rady obecně prospěšné společnosti Pražský komorní balet – umělecký soubor (od 1999), člen dozorčí rady akciové společnosti Ostravské výstavy (1998 až 1999, 2001 až 2003), člen dozorčí rady akciové společnosti Zásobování teplem Ostrava (2000 až 2003), člen dozorčí rady akciové společnosti Dům kultury města Ostravy (2002 až 2003) a člen správní rady obecně prospěšné společnosti Janáčkův máj (2003 až 2010).
Ilja Racek žije v Ostravě, konkrétně v části Moravská Ostrava. Je ženatý a má tři děti. Jeho otcem byl známý český herec Ilja Racek.

## Politické působení
Do komunální politiky vstoupil, když byl ve volbách v roce 1994 zvolen jako nezávislý zastupitelem města Ostravy. Ve volbách v roce 1998 svůj mandát obhájil jako nestraník za KDU-ČSL. Ve volbách v roce 2002 již nekandidoval.
Do politiky se znovu vrátil v komunálních volbách v roce 2014, kdy byl jako nestraník za KDU-ČSL zvolen opět zastupitelem města Ostravy (později do strany vstoupil). Kandidoval také do Zastupitelstva městského obvodu Moravská Ostrava a Přívoz, ale v tomto případě neuspěl. Dne 6. listopadu 2014 byl zvolen radním města. Na konci roku 2015 se však v Ostravě rozpadla koalice a v souvislosti s politickými změnami rezignoval dne 15. prosince 2015 na post radního města. Ve volbách v roce 2018 mandát zastupitele města obhájil, a to jako člen KDU-ČSL na kandidátce subjektu „KDU-ČSL a nezávislí kandidáti“. S kandidaturou do Zastupitelstva MO Moravská Ostrava a Přívoz opět neuspěl. Ve volbách v roce 2022 kandidoval jako člen KDU-ČSL na 12. místě kandidátky subjektu „Koalice SPOLU (Občanská demokratická strana, KDU-ČSL, TOP 09)“, ale neuspěl. Za stejný subjekt však byl zvolen zastupitelem městského obvodu Moravská Ostrava a Přívoz.
Ve volbách do Senátu PČR v roce 2016 kandidoval za KDU-ČSL v obvodu č. 70 – Ostrava-město. Podporovala ho také Strana zelených. Se ziskem 8,71 % hlasů skončil na 6. místě a do druhého kola nepostoupil.
V březnu 2022 byl zvolen členem Rady České televize. Získal 171 hlasů.